# Хайкель, Хосе
Хосе Антонио Хайкель Агилар (исп. José Antonio Jaikel Aguilar; род. 3 апреля 1966, Алахуэла, Коста-Рика) — коста-риканский футболист, нападающий.

## Биография
Большую часть своей карьеры Хайкель провел за ведущий клуб страны — «Депортиво Саприсса». Вместе с ней он побеждал в чемпионате страны, а в 1993 году выигрывал Лигу чемпионов КОНКАКАФ. В 28 лет нападающий завершил свою карьеру в «Эредиано». После ухода из футбола Хайкель стал директором крупной коста-риканской кампании по производству продуктов питания.

## Сборная
В 1990 году Хуан Хайкель попал в состав сборной Коста-Рики по футболу. Форвард был в заявке «тикос» на Чемпионате мира в Италии, но на поле в рамках мундиаля не выходил.
Позднее периодически вызывался в расположение национальной команды. Всего за Коста-Рику Хайкель провел пять матчей, в которых забил два гола.

## Достижения
- Победитель Лиги чемпионов КОНКАКАФ (1): 1993.
- Чемпион Коста-Рики (2): 1988/89, 1989/90.